# Groupe Spliethoff
Le groupe Spliethoff est une société de transport maritime fondée en 1921, possédant plusieurs filiales spécialisées dans un type de transport : Sevenstar, Biglift, Wijnne Barends et Transfenncia. Son siège est à Amsterdam aux Pays-Bas.

## Spliethoff Bevrachtingskantoor B.V

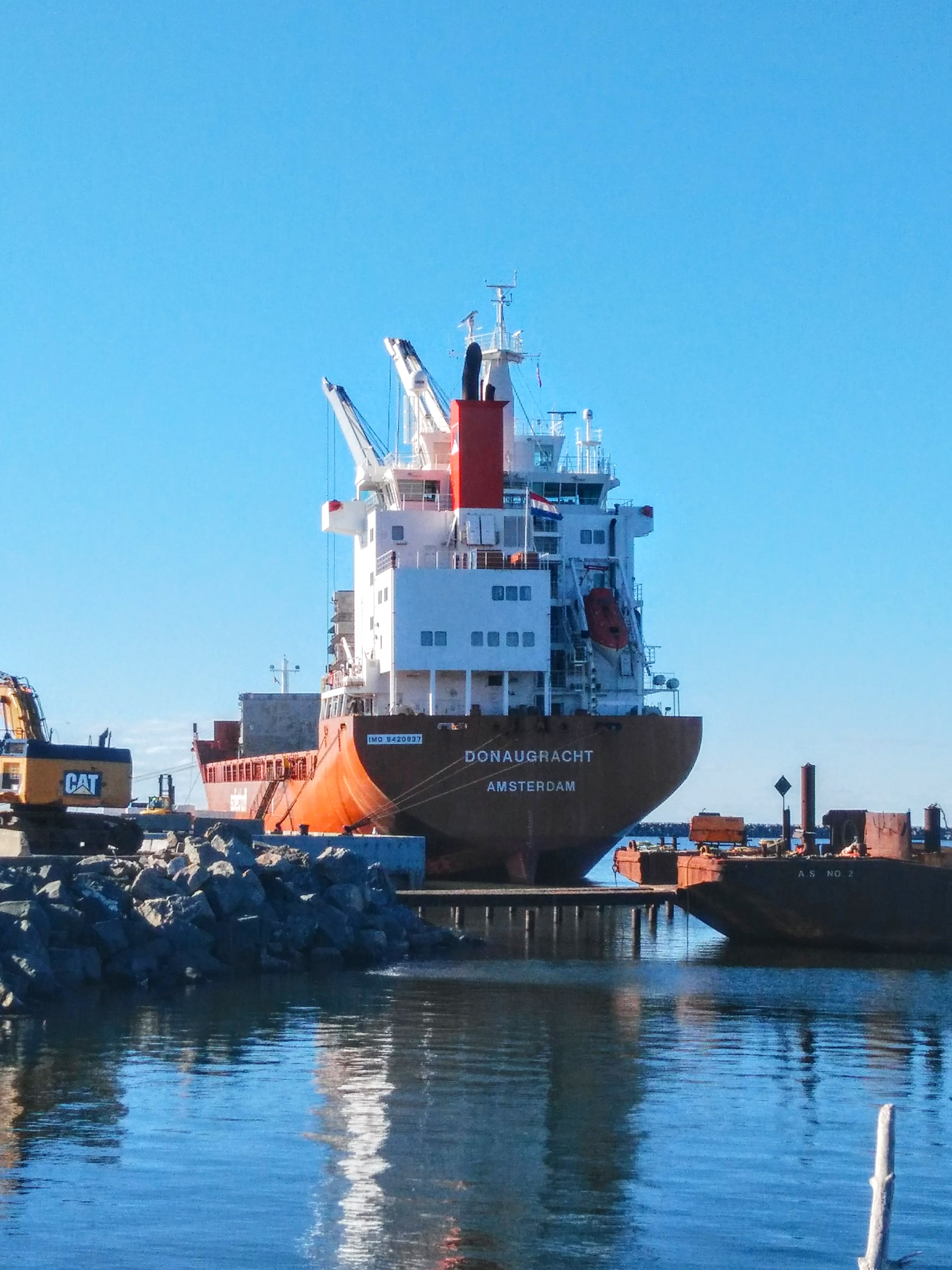
Le Donaugracht dans le port de Matane.

Cette filiale, du même nom que la société mère, est spécialisée dans le transport de cargo sec à travers le monde. Sa flotte est composée de 51 navires de 12 000 tonnes à 23 000 tonnes, équipés de grues et homologués brise-glaces.

## Sevenstar Yacht Transport
Cette filiale est spécialisée dans le transport de bateaux de plaisance par voie maritime à travers le monde. Les bateaux peuvent-être des voiliers de plaisance ou de course, ainsi que des yachts motorisés ou encore des avions. Sa flotte est partagée avec les bateaux de la société Spliethoff.

## Biglift Shipping B.V
Cette filiale est spécialisée dans le transport de cargo lourds pour l'exploitation minières, les plateformes pétrolières et gazières, ou les parties de chantier et projets. Sa flotte est composée de 15 navires, travaillant à travers le monde.

## Wijnne Barends
Cette fililale, fondée en 1855 par deux hommes d'affaires Néerlandais, est rachetée par le groupe Spliethoff en 2003, est spécialisée dans le transport de cargo sec en vrac le long des côtes. Ses navires font du cabotage entre les pays scandinaves, la mer Baltique, l'Europe de l'Ouest et la mer Noire.
Ses navires sont des vraquiers de 2 250 tonnes à 5 500 tonnes. Certifiés pour la navigation dans les glaces, au nombre de 30, ils transportent du bois, du papier, des conteneurs, des produits métalliques.

## Transfennica
Cette filiale, fondée en 1976 sous l'impulsion des entreprises forestières finlandaises et rachetée en 2002 par le groupe Spliethoff, est spécialisée dans le transport sur des lignes régulières de conteneurs et de remorques de poids-lourds. Ces navires sont de type CONRO (conteneurs et rouliers) relient l'Europe de l'Ouest et la mer Baltique. La compagnie est impliquée dans le projet européen Marco Polo pour diminuer le transport de marchandises par la route, comme sur l'axe Espagne/Pays-Bas remplacée par la liaison maritime Bilbao/Zeebruges/Portsmouth